# مولبرغ
مولبرغ (الب) (بالألمانية: Mühlberg, Brandenburg) هي مدينة و بلدة ألمانية تقع في ألمانيا في براندنبورغ. يقدر عدد سكانها بـ 4,581 نسمة.